# نفرتی که تو می‌کاری
«نفرتی که تو می‌کاری» (انگلیسی: The Hate U Give) عنوان کتابی است از انجی توماس نویسنده آمریکایی که توسط انتشارات هارپرکالینز در سال ۲۰۱۷ میلادی منتشر شده‌است. ماجراهای کتاب بر پایه روایت دختر سیاه‌پوست ۱۶ ساله‌ای به نام استار کارتر است که پس از کشته شدن دوست دوران نوجوانی‌اش به دست پلیس، اقدام به فعالیت‌هایی علیه خشونت بی‌حد و مرز علیه سیاه‌پوستان می‌نماید.
کتاب نفرتی که تو می‌کاری در ۲۸ فوریه ۲۰۱۷ میلادی توسط انتشارات هارپرکالینز منتشر و بلافاصله در فهرست کتاب‌های پرفروش نیویورک تایمز قرار گرفت که دست‌کم برای مدت زمان ۵۰ هفته این عنوان را در اختیار داشت. کتاب، نقدها و بازخوردهای بسیار مثبتی داشت که باعث شد چندین و چند جایزه معتبر را نیز به دست آورد. این کتاب در عین حال، رمان نخست توماس محسوب می‌شود که در اصل، بر پایه داستان کوتاهی در کالج آن را نوشت که برگرفته از ماجرای تیراندازی پلیس به اسکار گرانت بود.

## گسترش و انتشار کتاب
ماجرای تیراندازی پلیس به اسکار گرانت در سال ۲۰۰۹ دستمایه انجی توماس، دانش‌آموز کالج برای پرداختن و گسترش این موضوع در قالب داستانی کوتاه گردید. هر چند توماس، پس از فارغ‌التحصیلی به‌طور موقت این اثر را کنار گذاشت.

## جوایز و دستاوردها
کتاب نفرتی که تو می‌کاری پس از انتشار، در صدر فهرست پرفروش‌ترین‌های نیویورک تایمز در ژانر ادبیات جوانان قرار گرفت. عنوانی که توانست برای مدتی بیشتر از ۸۰ هفته متوالی حفظ کند این کتاب توانست در همان ماه نخست بالغ بر ۱۰۰ هزار نسخه فروش نماید و تا ماه ژوئن سال ۲۰۱۸ میلادی این رقم به بیش از ۸۵۰ هزار نسخه رسید این کتاب در همین سال به عنوان بهترین کتاب نوجوانان از دیدگاه خوانندگان وبسایت گودریدز انتخاب شد و تحسین منتقدینش را برانگیخت. شانون اوزیرنی در روزنامه گلوب اند میل در رابطه با این کتاب نوشت؛ فراموش نکنید که به این کتاب برچسب ژانر نوجوانان زده‌اند - این کتابی است که همه باید آن را بخوانند. کتی وارد در کریسچن ساینس مانیتور نیز نوشت؛ سر و صدایی که برای این کتاب به راه افتاده را باور کنید، این یک رمان شجاعانه و شگفت‌انگیز است و به واقع هم همینقدر عالی است

## چالش‌ها
این کتاب چندان هم بدون حاشیه نبود. انجمن کتابخانه آمریکا این کتاب را در لیست ۱۰ کتاب چالش‌برانگیز سال ۲۰۱۷ میلادی قرار داد همچنین در ژوئیه سال ۲۰۱۸ میلادی، پلیس کارولینای جنوبی به گنجانده شدن این کتاب در فهرست کتاب‌های تابستانی بچه‌های سال نهم دبیرستان واندو اعتراض کرد. نماینده این اتحادیه در مصاحبه‌ای ضمن برشمردن این موضوع اعلام کرد؛ گنجانده شدن این کتاب در راستای راهبرد ایجاد عدم اعتماد و اطمینان به پلیس می‌تواند باشد. وی همچنین در ادامه افزود؛ ما باید جلوی این حرکت را بگیریم البته این کتاب در فهرست کتاب‌های دبیرستان موصوف باقی ماند و مسئولین از اقدام خود در مقابل پلیس دفاع کردند در عین حال، این کتاب از فهرست کتابخانه‌های ناحیه کتی ایندیپندت تگزاس حذف گردید. نویسنده کتاب، انجی توماس ضمن دفاع از کتاب و پیامی که دربردارد گفت؛ این کتاب تلنگر خوبی است برای شکل‌گیری مباحث اینچنینی

## اقتباس
استودیو فاکس ۲۰۰۰ به فاصله اندکی پس از کسب مجوز ساخت فیلم، اقدام به برنامه‌ریزی برای ساخت و اکران آن نمود. بلافاصله جورج تیلمن به عنوان کارگردان این اقتباس سینمایی برگزیده و آماندلا استنبرگ به عنوان بازیگر این فیلم انتخاب شدند. فیلم سینمایی این کتاب به صورت محدود در پنجم اکتبر سال ۲۰۱۸ میلادی اکران شد و پس از آن در تاریخ ۱۹ اکتبر همان سال به اکران عمومی درآمد. این فیلم توسط منتقدان راتن تومیتوز مورد استقبال قرار گرفت و نقدهای خوبی نیز به دست آورد. امتیاز کلی این فیلم در این سایت کسب رتبه ۸/۲ از ۱۰ بود. این فیلم با تهیه و سرمایه‌گذاری ۲۳ میلیون دلاری ساخته و سهم فروش جهانی آن در تاریخ مارس ۲۰۱۸ بالغ بر ۳۴ میلیون دلار گردید

## ترجمه فارسی
این کتاب در ایران با عنوان نفرتی که تو می‌کاری توسط میلاد بابانژاد و الهه مرادی ترجمه و توسط نشر نون منتشر گردید که بلافاصله به چاپ‌های جدید دست یافت. همزمان با چاپ چهارم ترجمه رمان «نفرتی که تو می‌کاری» در ایران، این رمان رتبه اول را به عنوان برنده بخش بهترینِ بهترین‌ها از میان ۱۷۰ برنده پیشین جوایز برگزیده خوانندگان گودریدز را کسب کرد.
همچنین متن کوتاه شدهٔ این کتاب توسط انتشارات تیرگان به ترجمهٔ شقایق علی پور در سال 1398 به چاپ رسیده است.